# 伊格纳茨·冯·塞塞沃维奇

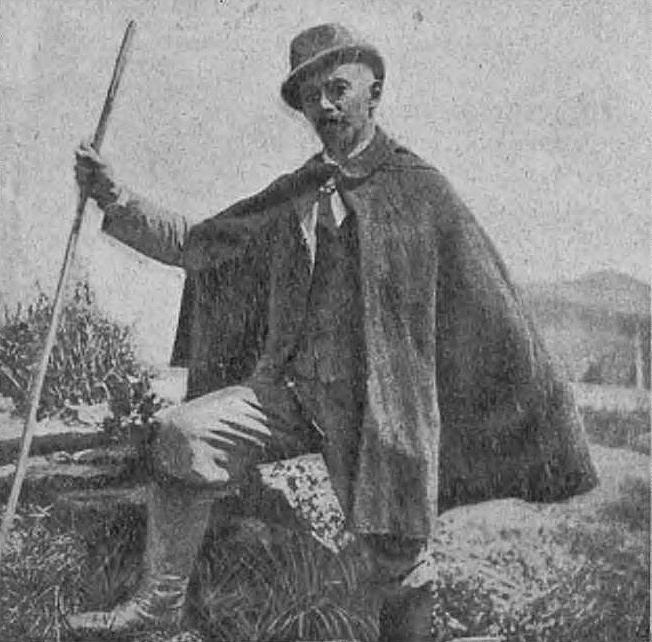
Ignacy Szyszyłowicz (-1901)

伊格纳茨·冯·塞塞沃维奇（波蘭語：Ignaz von Szyszylowicz, Ignacy Szyszyłowicz，1857年7月30日—1910年2月17日），波兰植物学家，在恩格勒和卡尔·安东·尤金·普兰托合著的《植物自然分科》（Die natürlichen Pflanzenfamilien Leipzig， 1887）中，他帮助撰写了油桃木科、蜜囊花科、山茶科和栓皮果科各章。